# Donick Cary
Donick Cary je americký scenárista a producent. 

## Raný život
Cary vyrůstal na ostrově Nantucket, kde v roce 1986 absolvoval Nantucket High School. 

## Osobní život
Je synem herců Richarda a Mary Caryových a bratrem herečky Marthy Caryové, přičemž poslední dvě jmenované namluvily hlasy pro jeho seriál Lil' Bush. 

## Kariéra
Začínal jako scenárista pořadu Late Night with David Letterman. S pořadem spolupracoval i po jeho přesunu na CBS, kde působil jako hlavní scenárista i jako „chlapík v medvědím obleku“. 
Po pěti letech v Late Night se Cary přesunul k Simpsonovým, kde od 7. do 11. řady působil jako spoluvýkonný producent. 
Poté působil ve stejné funkci v seriálech NBC Třeba mě sežer a Parks and Recreation, HBO Bored to Death a Nová holka. Cary produkoval a vyvíjel pilotní filmy pro společnosti Brillstein Grey, Sony Television, Happy Madison, Conaco, ABC, NBC, CBS, FOX, FX, HBO, WB a Nickelodeon. 
V roce 2004 Donick vytvořil animovaný seriál Lil' Bush pro mobilní telefony. Seriál poté převzala společnost Comedy Central a stal se prvním webovým seriálem, který se kdy přesunul z mobilních telefonů do televize. Cary založil společnost Sugarshack Animation s kancelářemi v Los Angeles, Miami a bulharské Sofii. 
Cary napsal scénář a produkoval Silicon Valley pro HBO. V roce 2020 režíroval pro společnost Red Hour Films Bena Stillera celovečerní dokument s názvem Halušky: Dobrodružství s psychedeliky.

## Scenáristická filmografie

### DílySimpsonových
8. řada
- V tebe věříme, ó Marge

9. řada
- Bart hvězdou
- Poslední pokušení Krustyho

10. řada
- Speciální čarodějnický díl (část Pekelné tupé)
- Šťastná doba hippies
- Třicet minut v Tokiu (s Danem Greaneyem)

11. řada
- Speciální čarodějnický díl (část Vím, co jste dudly-hudly provedli)

### DílyChlapů sobě
1. řada
- Příliš mnoho dětí
- Dvojitá oslava
- Muž bez míče

### Další projekty
2000
- Dear Doughboy

2005
- The Ron White Show

2007
- The Naked Trucker and T-Bones Show